# Bertula similalis
Bertula similalis là một loài bướm đêm trong họ Erebidae.